# Grand-duché de Hesse
1806–1918
Entités précédentes :
- Landgraviat de Hesse-Darmstadt
- Comté d'Erbach

Entités suivantes :
- État populaire de Hesse

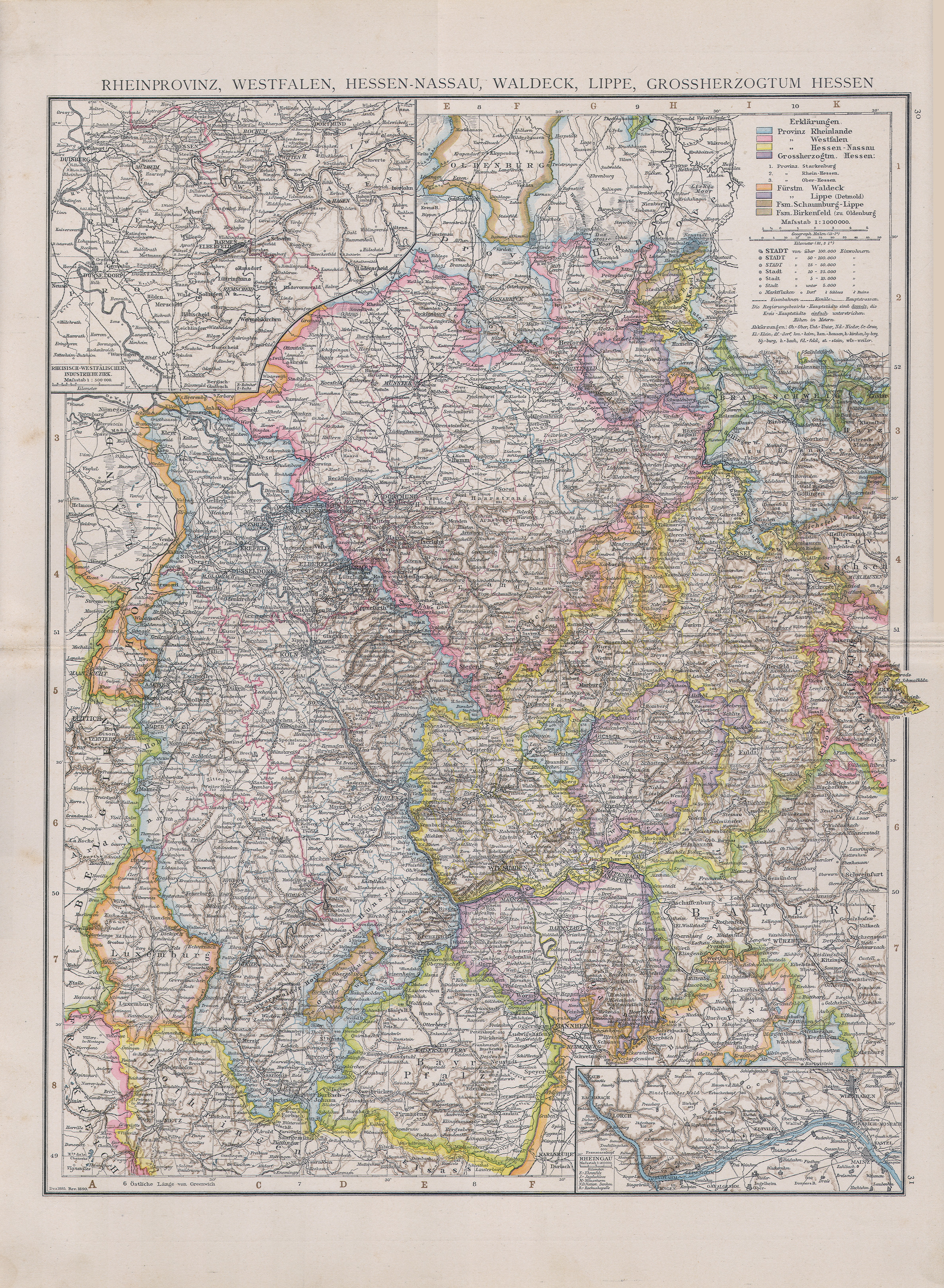
Le grand-duché de Hesse (en violet) en 1890.

Le grand-duché de Hesse, en allemand Großherzogtum Hessen (ex-landgraviat de Hesse-Darmstadt) fut l'un des États composant la confédération du Rhin, puis la Confédération germanique, et enfin l'Empire allemand. Le grand-duché prend le nom de grand-duché de Hesse-et-du-Rhin (en allemand : Großherzogtum Hessen und bei Rhein) en 1818, avec l'accord du Concert européen et à la suite du Congrès d'Aix-la-Chapelle. Il eut pour capitale Darmstadt (72 000 habitants en 1900). Sa superficie était de 7 682 km2, et sa population atteignait 1 million d'habitants en 1900 (contre un peu plus de 850 000 en 1871). Sa constitution, datant de 1820, puis modifiée en 1872, était de type monarchie constitutionnelle. Le grand-duc partageait le pouvoir législatif avec deux chambres. La seconde Chambre comportait 56 députés élus pour six ans.
Le grand-duché avait trois voix au Bundesrat, la Chambre haute de l'Empire allemand à Berlin.

## Situation géographique
En 1871, date de la création de l'Empire allemand, le grand-duché de Hesse-et-du-Rhin était borné :
- au nord par les districts prussiens de Cassel et de Wiesbaden ;
- à l'est par la Bavière ;
- au sud-est par le grand-duché de Bade ;
- au sud par la Bavière rhénane ;
- à l'ouest par les gouvernements prussiens de Coblentz et d'Arensberg.

Avant 1866, la province de Hanau, qui appartenait à l'électorat de Hesse, séparait le grand-duché de Hesse en deux portions presque égales, l'une au nord (90 km sur 55), l'autre au sud (95 km sur 60). À la suite de la guerre austro-prussienne de 1866, le grand-duc de Hesse dut céder à la Prusse la Hesse supérieure (au nord du Main), et acquit en échange quelques parties de l'ancien électorat de Hesse, et de l'ancien duché de Nassau.
Le grand-duché de Hesse et du Rhin était divisé en trois provinces :
- la Haute-Hesse ;
- la Hesse rhénane ;
- le Starkenbourg.

Ses villes principales étaient : Mayence, Offenbach avec 75 000 habitants en 1910, Worms, Bensheim au sud et Gießen au nord.

## Histoire
Quand Louis X, landgrave de Hesse-Darmstadt, fait rentrer sa principauté au sein la confédération du Rhin en 1806, il se proclama grand-duc sous le nom de Louis Ier, érigeant le landgraviat de Hesse-Darmstadt en grand-duché.
En 1812, un contingent hessois se joignit à la Grande Armée napoléonienne lors de la campagne de Russie. Lors de la bataille de Leipzig (1813), un corps hessois combattit encore du côté français mais, après la retraite française vers le Rhin, le grand-duc préféra se rallier à la Sixième Coalition par la convention de Francfort du 5 novembre 1813,. En 1814, l'armée hessoise (de) fut engagée dans la campagne de France où elle participa au siège de Metz et à ceux de Luxembourg, Thionville, Sarrelouis et Longwy.
En 1815, le grand-duché, admis dans la Confédération germanique, dut céder à la Prusse ses territoires de duché de Westphalie mais s'étendit sur les bords du Rhin, autour de Mayence : son souverain prit le titre de « grand-duc de Hesse et sur le Rhin ». En 1816, il rendit aux landgraves de Hesse-Hombourg leur souveraineté, dont ils avaient été dépouillés en 1806. En 1820, il donna à son peuple une constitution assez libérale.
Ses successeurs, Louis II (1830), et Louis III (1848), s'attirèrent des difficultés en retirant ou restreignant les libertés qu'il avait accordées.

Armoiries du Grand Duché entre 1902 et 1918.

Pendant la guerre austro-prussienne de 1866, le grand-duché combattit aux côtés de l'Autriche contre la Prusse mais conserva son autonomie après la défaite, du fait que la plus grande partie de son territoire était situé sur la rive sud du Main et que la Prusse n'osa pas s'étendre au-delà de ce fleuve de peur de provoquer la France et la Russie, le grand-duc étant le beau-frère du tsar Alexandre II. Une partie du grand-duché, située au nord du Main (les environs de Giessen appelés Oberhessen), fut cependant annexée par la Prusse et incorporée à la confédération de l'Allemagne du Nord établie en 1867. En 1870-71, le reste du grand-duché se joignit à la Prusse durant la guerre franco-allemande et accepta l'intégration dans l'Empire allemand.
Le dernier grand-duc, Louis V, abdiqua en 1918 à la suite de l'effondrement de l'Empire allemand et le grand-duché devint l'État populaire de Hesse.

## Liste des grands-ducs de Hesse
- 14 août 1806-6 avril 1830 : Louis Ier
- 6 avril 1830-16 juin 1848 : Louis II, fils du précédent
- 16 juin 1848-13 juin 1877 : Louis III, fils du précédent
- 13 juin 1877-13 mars 1892 : Louis IV, neveu du précédent
- 13 mars 1892-12 novembre 1918 : Ernest-Louis, fils du précédent, abdique

## Liste des prétendants au trône de Hesse-Darmstadt
- 12 novembre 1918-9 octobre 1937 : Ernest-Louis
- 9 octobre 1937-16 novembre 1937 : Georges de Hesse-Darmstadt, fils du précédent
- 16 novembre 1937-30 mai 1968 : Louis de Hesse-Darmstadt, frère du précédent
- 30 mai 1968-23 mai 2013 : Maurice de Hesse-Cassel, également prétendant aux trônes de Hesse-Cassel et de Finlande (25 octobre 1980-23 mai 2013)
- Depuis le 23 mai 2013 : Heinrich Donatus de Hesse, également prétendant aux trônes de Hesse-Cassel et de Finlande

## Structure administrative
| Province de Haute-Hesse (de) (siège : Giessen) : - arrondissement d'Alsfeld (de) ; - arrondissement de Biedenkopf (de) (jusqu'en 1867, rattaché au district de Wiesbaden) ; - arrondissement de Büdingen (de) (à partir de 1852) ; - arrondissement de Friedberg-en-Hesse (de) ; - arrondissement de Giessen ; - arrondissement de Grünberg-en-Hesse (de) (1852 – 1874) ; - arrondissement de Lauterbach (de) (à partir de 1852) ; - arrondissement de Nidda (de) (1852 – 1874) ; - arrondissement de Schotten (de) (à partir de 1852) ; - arrondissement de Vilbel (de) (1852 – 1874) ; - arrondissement de Vöhl (de) (jusqu'en 1867, rattaché à l'arrondissement de Frankenberg (de) du district de Cassel). | Province de Hesse rhénane (de) (siège : Mayence) : - arrondissement d'Alzey (de) ; - arrondissement de Bingen (de) ; - arrondissement de Mayence (de) ; - arrondissement d'Oppenheim (de) ; - arrondissement de Worms. | Province de Starkenburg (siège : Darmstadt) : - arrondissement de Bensheim (de) ; - arrondissement de Darmstadt (de) ; - arrondissement de Dieburg (de) ; - arrondissement d'Erbach ; - arrondissement de Groß-Gerau ; - arrondissement d'Heppenheim (de) ; - arrondissement de Lindenfels (de) (1852 – 1874) ; - arrondissement de Neustadt (de) (1852 – 1874) ; - arrondissement d'Offenbach ; - arrondissement de Wimpfen (de) (1852 – 1874). |